# Notação dentária FDI

## Origem
A numeração dos dentes permanentes no Brasil segue o sistema da Federação Dentária Internacional (FDI), onde cada dente é designado por um número. Os dentes permanentes são numerados de 11 a 48, seguindo um padrão horário, começando pelo terceiro molar superior direito e indo até o terceiro molar inferior direito. Já os dentes decíduos (dentes de leite) são numerados de 51 a 85, seguindo o mesmo padrão horário, representando uma continuação da numeração para os dentes de leite.

## Tabela de códigos
| Dente Permanente                  | Dente Permanente | Dente Permanente | Dente Permanente | Dente Permanente | Dente Permanente | Dente Permanente | Dente Permanente | Dente Permanente  | Dente Permanente  | Dente Permanente  | Dente Permanente  | Dente Permanente  | Dente Permanente  | Dente Permanente  | Dente Permanente  |
| Superior Direito                  | Superior Direito | Superior Direito | Superior Direito | Superior Direito | Superior Direito | Superior Direito | Superior Direito | Superior Esquerdo | Superior Esquerdo | Superior Esquerdo | Superior Esquerdo | Superior Esquerdo | Superior Esquerdo | Superior Esquerdo | Superior Esquerdo |
| --------------------------------- | ---------------- | ---------------- | ---------------- | ---------------- | ---------------- | ---------------- | ---------------- | ----------------- | ----------------- | ----------------- | ----------------- | ----------------- | ----------------- | ----------------- | ----------------- |
| 18                                | 17               | 16               | 15               | 14               | 13               | 12               | 11               | 21                | 22                | 23                | 24                | 25                | 26                | 27                | 28                |
| 48                                | 47               | 46               | 45               | 44               | 43               | 42               | 41               | 31                | 32                | 33                | 34                | 35                | 36                | 37                | 38                |
| Inferior Direito                  | Inferior Direito | Inferior Direito | Inferior Direito | Inferior Direito | Inferior Direito | Inferior Direito | Inferior Direito | Inferior Esquerdo | Inferior Esquerdo | Inferior Esquerdo | Inferior Esquerdo | Inferior Esquerdo | Inferior Esquerdo | Inferior Esquerdo | Inferior Esquerdo |
|                                   |                  |                  |                  |                  |                  |                  |                  |                   |                   |                   |                   |                   |                   |                   |                   |
| Dentes Deciduos (Dentes de leite) |                  |                  |                  |                  |                  |                  |                  |                   |                   |                   |                   |                   |                   |                   |                   |
| Superior Direito                  | Superior Direito | Superior Direito | Superior Direito | Superior Direito | Superior Direito | Superior Direito | Superior Direito | Superior Esquerdo | Superior Esquerdo | Superior Esquerdo | Superior Esquerdo | Superior Esquerdo | Superior Esquerdo | Superior Esquerdo | Superior Esquerdo |
|                                   |                  |                  | 55               | 54               | 53               | 52               | 51               | 61                | 62                | 63                | 64                | 65                |                   |                   |                   |
|                                   |                  |                  | 85               | 84               | 83               | 82               | 81               | 71                | 72                | 73                | 74                | 75                |                   |                   |                   |
| Inferior Direito                  | Inferior Direito | Inferior Direito | Inferior Direito | Inferior Direito | Inferior Direito | Inferior Direito | Inferior Direito | Inferior Esquerdo | Inferior Esquerdo | Inferior Esquerdo | Inferior Esquerdo | Inferior Esquerdo | Inferior Esquerdo | Inferior Esquerdo | Inferior Esquerdo |

Códigos, nomes, e número típico de raízes:
- 11 21 Incisivo central superior 1
- 41 31 Incisivo central inferior 1

- 12 22 Incisivo lateral superior 1
- 42 32 Incisivo lateral inferior 1

- 13 23 Canino superior 1
- 43 33 Canino inferior 1

- 14 24 Primeiro pré-molar superior 2
- 44 34 Primeiro pré-molar inferior 1

- 15 25 Segundo pré-molar superior 1
- 45 35 Segundo pré-molar inferior 1

- 16 26 Primeiro molar superior 3
- 46 36 Primeiro molar inferior 2

- 17 27 Segundo molar superior 3
- 47 37 Segundo molar inferior 2

- 18 28 Terceiro molar superior 3
- 48 38 Terceiro molar inferior 2

## Como são feitos os códigos
Sintaxe: <código do quadrante><código do dente>
| 1 | Superior direito  |
| 2 | Superior esquerdo |
| 3 | Inferior esquerdo |
| 4 | Inferior direito  |

| 1    | incisivo central |
| 2    | incisivo lateral |
| 3    | caninos          |
| 4    | 1º pré-molar     |
| etc. | etc.             |
| 8    | 3º molar         |

Exemplos:
- "13" = canino permanente superior direito
- "32" = incisivo lateral permanente inferior esquerdo

1. ↑  «FDI World Dental Federation»
2. ↑  «Numeração dos Dentes – Veja o número que representa cada Dente». Saudeverso